# Albert One
Albert One, pseudonimo di Alberto Carpani (Pavia, 23 aprile 1956 – Pavia, 10 maggio 2020), è stato un cantante italiano.
In auge negli anni ottanta, particolarmente per il genere italo disco, fu noto anche con numerosi altri pseudonimi, tra cui Jock Hattle, F.T. One, X. One, A.C. One. Fu anche dj e produttore.

## Biografia

### Gli inizi e il successo
Iniziò giovanissimo cantando in un gruppo di provincia. Nel 1983 arrivò il primo successo, un pezzo dance dal titolo Yes-no family scritto da Enrico Ruggeri e interpretato con uno dei suoi tanti pseudonimi, in questo caso Jock-Hattle. Il suo più grande exploit fu nel 1984, con Turbo Diesel per la Baby Records. Il brano si rivelò una hit a livello mondiale. Successivamente uscirono altri fortunati singoli come Heart on fire, Lady O e Secrets. Sempre in questi anni Albert One sarà il produttore discografico  di molti singoli di showgirl come Lorella Cuccarini, Heather Parisi e Raffaella Carrà.
Nel 1999 ebbe successo con la hit Sing a Song Now Now. Produsse anche un remix della colonna sonora di Furyo, interpretata da Raffaele Fiume. Nello stesso periodo fondò il gruppo Clock on Five. Cantò inoltre nella AlbertOne Live Band, riproponendo i suoi successi e incidendo cover di altri brani della italo-disco e della dance anni ottanta.
Incise anche Mandy, cover di Barry Manilow. Il brano, prodotto da Gianlorenzo Tubelli, venne inserito nell'ultima versione di Mixage, storica compilation che ai tempi della Baby Records lo lanciò con Turbo Diesel.

### La disputa con Zucchero
Nell'ottobre 2014, accusò Zucchero Fornaciari di plagio, sostenendo che la melodia del ritornello di Quale senso abbiamo noi fosse copiata da quella del suo brano Sunshine del 2003. Le accuse si dimostrarono infondate: nel marzo 2018, infatti, la vicenda, attraverso la sentenza n°6509, si risolse con la completa assoluzione di Zucchero e della casa discografica Universal Music Group. In particolare il Consulente Tecnico d'Ufficio concluse «affermando l’insussistenza del requisito dell’originalità dell’opera musicale, trattandosi di un frammento del tutto comune e ampiamente sfruttato in ogni genere e ambito musicale». Il Tribunale di Milano, pertanto, ritenne «non tutelabile il breve nucleo melodico, in quanto banale e diffusissimo (tanto da essere utilizzato anche da compositori classici oltremodo risalenti), risultando pertanto privo di effettiva originalità» e rigettando «la domanda attorea per la carenza di originalità del ritornello di cui si è lamentato il plagio e per la presenza di sostanziali differenze tra i due brani, in particolare, della componente armonica».

### Morte
Albert One è deceduto il 10 maggio 2020, all'età di 64 anni, nell'istituto clinico Maugeri, a Pavia, dove era ricoverato da alcuni giorni in seguito a complicazioni dovute ad un quadro clinico complesso, ma non riconducibile al COVID-19.

## Discografia parziale

### Album
- 1988 – Everybody

### Raccolte
- 1998 – Best of Albert One
- 2013 – The 12" Collection 1984-1989

### EP
- 2012 – EP - One

### Singoli
- Turbo Diesel (1984)
- Heart on fire (1985)
- Lady O (1985)
- For your love (1986)
- Secrets (1986)
- Hopes & Dreams (1987)
- Everybody (1988)
- Freeboard (1988)
- Visions (1988)
- Loverboy (1989)
- All you want (1993)
- Mandy (1998)
- Sing a song now now (1999)
- Ring the Bell (2000)
- Music (2002)
- Wet Wet Wet (2002)
- Sunshine (2003)
- Stay (2010)
- Sing a song now now 2014 (2014)
- Face to Face (2015)